# Zygoneura transversalis
Zygoneura transversalis är en tvåvingeart som först beskrevs av Edwards 1954.  Zygoneura transversalis ingår i släktet Zygoneura och familjen sorgmyggor. Inga underarter finns listade i Catalogue of Life.